# Manganiandrosita-(Ce)
La manganiandrosita-(Ce) és un mineral de la classe dels silicats, que pertany al grup de l'al·lanita. Rep el nom segons l'esquema de la nomenclatura de grups epidòtics (Armbruster et al. 2006) per la seva relació amb la manganiandrosita-(La) i el ceri, l'element de terres rares dominant.

## Característiques
La manganiandrosita-(Ce) és un silicat de fórmula química {Mn2+Ce}{Mn3+AlMn2+}(Si₂O₇)(SiO₄)O(OH). Va ser aprovada com a espècie vàlida per l'Associació Mineralògica Internacional l'any 2002. Cristal·litza en el sistema monoclínic.
Segons la classificació de Nickel-Strunz, la manganiandrosita-(Ce) pertany a «09.B - Estructures de sorosilicats amb grups barrejats de SiO₄ i Si₂O₇; cations en coordinació octaèdrica [6] i major coordinació» juntament amb els següents minerals: al·lanita-(Ce), al·lanita-(La), al·lanita-(Y), clinozoisita, dissakisita-(Ce), dol·laseïta-(Ce), epidota, hancockita, khristovita-(Ce), mukhinita, piemontita, piemontita-(Sr), manganiandrosita-(La), tawmawita, tweddillita, ferrial·lanita-(Ce), niigataïta, dissakisita-(La), vanadoandrosita-(Ce), uedaïta-(Ce), epidota-(Sr), al·lanita-(Nd), ferrial·lanita-(La), åskagenita-(Nd), zoisita, macfal·lita, sursassita, julgoldita-(Fe2+), okhotskita, pumpel·lyïta-(Fe2+), pumpel·lyïta-(Fe3+), pumpel·lyïta-(Mg), pumpel·lyïta-(Mn2+), shuiskita, julgoldita-(Fe3+), pumpel·lyïta-(Al), poppiïta, julgoldita-(Mg), ganomalita, rustumita, vesuvianita, wiluïta, manganovesuvianita, fluorvesuvianita, vyuntspakhkita-(Y), del·laïta, gatelita-(Ce) i västmanlandita-(Ce).

## Formació i jaciments
Va ser descoberta a la mina Prabornaz, a la localitat de Saint-Marcel (Vall d'Aosta, Itàlia). També ha estat descrita a la propera mina Varenche, així com a la mina del mont Maniglia, a la província de Cuneo (Piemont, Itàlia). Aquests tres indrets són els únics de tot el planeta on ha estat descrita aquesta espècie mineral.